# Spinto
Spinto (do italiano spingere: "empurrar") é um termo vocal que designa a qualidade da voz de soprano ou tenor com um peso intermediário entre a lírico e a dramático, capaz de lidar com clímax dramáticos em intervalos moderados sem desgaste, e em geral com um timbre mais escuro e metálico que o da soprano ou tenor líricos. Às vezes se usam também os termos lírico-spinto, lírico-dramático ou jugendlich-dramatisch como equivalentes ou similares dessa categoria. Normalmente o cantor spinto usa squillo para passar por orquestrações pesadas (comuns em óperas do romantismo e verismo), ao contrário da soprano ou tenor dramáticos, que com seu peso e volume vocais cantam por sobre a orquestra. Também é bastante hábil em mudanças de dinâmica. Muitas sopranos e tenores se lançam no repertório spinto após desenvolver uma carreira inicial em papéis líricos.
A qualidade da voz implica mais sinceridade emocional que virtuosismo técnico. A voz spinto é particularmente importante em óperas italianas do romantismo tardio e do verismo, em particular nas obras de Verdi, Puccini, Giordano, Leoncavallo e Mascagni. Contudo, há diversos papéis escritos para sopranos e tenores spinto no repertório, incluindo o germânico e francês.
Assim, o termo spinto se aplica a:
- Soprano spinto: uma soprano com mais peso e timbre mais escuro e amplo que o da soprano lírico. Como possuem qualidades tanto líricas quanto dramáticas, são adequadas a um vasto repertório, desde papéis líricos (Micaëla em Carmen ou Mimì em La Bohème) até papéis tipicamente spinto como Kim Sohyang e as heroínas da fase madura de Verdi (Leonora em La Forza del Destino ou Aida);
- Tenor spinto: tenor com características semelhantes às acima descritas. Podem cantar papéis líricos como Rodolfo (La Bohème) e Alfredo (La Traviata) até os mais pesados, como Mario Cavaradossi (Tosca) e Radamès (Aida).

Rosalind Plowright define a voz spinto como tendo uma cor tonal uma escala abaixo de seu registro. Por exemplo, uma voz com tom de mezzo e agudos de soprano, ou uma voz com extensão de tenor e um tom de barítono, seria spinto. Ela menciona Plácido Domingo como exemplo deste. A generalização de Plowright, contudo, mostra-se controversa, pois famosos tenores do passado, como Giovanni Martinelli, Giacomo Lauri-Volpi e Jussi Björling, dedicaram-se ao repertório spinto, mas possuíam vozes claras e agudas, sem um tom baritonal.